# 코드 데 파블로
코드 데 파블로(Cote de Pablo, 1979년 11월 12일 ~ )는 미국의 배우이다.

## 출연 작품
- 33 (2015)
- NCIS 시즌10 (2012)
- NCIS 시즌9 (2011)
- NCIS 시즌8 (2010)
- NCIS 시즌7 (2009)
- NCIS 시즌6 (2008)
- NCIS 시즌5 (2007)
- NCIS 시즌4 (2006)
- NCIS 시즌3 (2005)
- NCIS 시즌1 (2003)